# Toronto Raptors 1997-1998
La stagione NBA 1997-98 fu la 3ª stagione della storia dei Toronto Raptors che si concluse con un record di 16 vittorie e 66 sconfitte nella regular season, l'8º posto nella Central Division e il 15°, e ultimo, posto della Eastern Conference.
Dopo 49 partite, con un record di 11 vittorie e 38 sconfitte, Darrell Walker fu sostituito con Butch Carter.
La squadra non riuscì a qualificarsi per i playoff del 1998.

## Draft
| Giro | Scelta | Giocatore     | Posizione           | Nazionalità | Università/Club                 |
| ---- | ------ | ------------- | ------------------- | ----------- | ------------------------------- |
| 1    | 9      | Tracy McGrady | guardia/ala piccola | Stati Uniti | Mt. Zion Christian Academy H.S. |

## Regular season
| Squadra             | V  | P  | %    | GB |
| ------------------- | -- | -- | ---- | -- |
| Chicago Bulls       | 62 | 20 | 75,6 | -  |
| Indiana Pacers      | 58 | 24 | 70,7 | 4  |
| Charlotte Hornets   | 51 | 31 | 62,2 | 11 |
| Atlanta Hawks       | 50 | 32 | 61,0 | 12 |
| Cleveland Cavaliers | 47 | 35 | 57,3 | 15 |
| Detroit Pistons     | 37 | 45 | 45,1 | 25 |
| Milwaukee Bucks     | 36 | 46 | 43,9 | 26 |
| Toronto Raptors     | 16 | 66 | 19,5 | 46 |

## Play-off
Non qualificata

## Roster
| N° | Naz.                   | Ruolo | Sportivo         | Anno | Alt. | Peso |
| -- | ---------------------- | ----- | ---------------- | ---- | ---- | ---- |
|    | Stati Uniti (bandiera) | A     | Reggie Slater    | 1970 | 201  | 98   |
| 00 | Stati Uniti (bandiera) | G     | Chris Garner     | 1975 | 178  | 71   |
| 1  | Stati Uniti (bandiera) | A     | Tracy McGrady    | 1979 | 203  | 95   |
| 2  | Stati Uniti (bandiera) | C     | Oliver Miller    | 1970 | 206  | 127  |
| 3  | Stati Uniti (bandiera) | G     | Chauncey Billups | 1976 | 191  | 92   |
| 3  | Croazia (bandiera)     | C     | Žan Tabak        | 1970 | 213  | 111  |
| 4  | Stati Uniti (bandiera) | AC    | Sharone Wright   | 1973 | 211  | 118  |
| 7  | Stati Uniti (bandiera) | G     | Dee Brown        | 1968 | 185  | 73   |
| 9  | Stati Uniti (bandiera) | A     | Roy Rogers       | 1973 | 208  | 107  |
| 12 | Stati Uniti (bandiera) | A     | John Thomas      | 1975 | 206  | 120  |
| 13 | Stati Uniti (bandiera) | GA    | Doug Christie    | 1970 | 198  | 91   |
| 20 | Stati Uniti (bandiera) | G     | Damon Stoudamire | 1973 | 178  | 78   |
| 21 | Stati Uniti (bandiera) | AC    | Marcus Camby     | 1974 | 211  | 100  |
| 22 | Stati Uniti (bandiera) | G     | Alvin Williams   | 1974 | 196  | 84   |
| 25 | Stati Uniti (bandiera) | G     | Lloyd Daniels    | 1967 | 201  | 93   |
| 31 | Stati Uniti (bandiera) | G     | Shawn Respert    | 1972 | 185  | 88   |
| 33 | Stati Uniti (bandiera) | A     | Gary Trent       | 1974 | 203  | 113  |
| 34 | Stati Uniti (bandiera) | AC    | Carlos Rogers    | 1971 | 211  | 100  |
| 40 | Stati Uniti (bandiera) | AC    | Tim Kempton      | 1964 | 208  | 111  |
| 40 | Stati Uniti (bandiera) | C     | Ed Stokes        | 1971 | 213  | 120  |
| 42 | Stati Uniti (bandiera) | GA    | Walt Williams    | 1970 | 203  | 99   |
| 44 | Stati Uniti (bandiera) | A     | John Wallace     | 1974 | 203  | 102  |
| 54 | Stati Uniti (bandiera) | A     | Popeye Jones     | 1970 | 203  | 113  |
| 55 | Stati Uniti (bandiera) | A     | Bob McCann       | 1964 | 198  | 111  |

## Staff tecnico
- Allenatori: Darrell Walker (11-38) (fino al 13 febbraio)[1], Butch Carter (5-28)
- Vice-allenatori: Butch Carter (fino al 13 febbraio), John Shumate, Bob Zuffelato, Jim Thomas, Bob Kloppenburg

### Arrivi/partenze
Mercato e scambi avvenuti durante la stagione:
Arrivi
| N° | Naz.                   | Ruolo | Sportivo         |  | Alt. |  |
| -- | ---------------------- | ----- | ---------------- |  | ---- |  |
| 3  | Stati Uniti (bandiera) | P     | Chauncey Billups |  |      |  |
| 7  | Stati Uniti (bandiera) | G     | Dee Brown        |  |      |  |
| 9  | Stati Uniti (bandiera) | AG    | Roy Rogers       |  |      |  |
| 12 | Stati Uniti (bandiera) | AG    | John Thomas      |  |      |  |
| 22 | Stati Uniti (bandiera) | P     | Alvin Williams   |  |      |  |
| 33 | Stati Uniti (bandiera) | AG    | Gary Trent       |  |      |  |
| 40 | Stati Uniti (bandiera) | AG    | Tim Kempton      |  |      |  |

Partenze
| N° | Naz.                   | Ruolo | Sportivo         |  | Alt. |  |
| -- | ---------------------- | ----- | ---------------- |  | ---- |  |
| 3  | Croazia (bandiera)     | C     | Žan Tabak        |  |      |  |
| 20 | Stati Uniti (bandiera) | P     | Damon Stoudamire |  |      |  |
| 31 | Stati Uniti (bandiera) | G     | Shawn Respert    |  |      |  |
| 34 | Stati Uniti (bandiera) | AG    | Carlos Rogers    |  |      |  |
| 40 | Stati Uniti (bandiera) | C     | Ed Stokes        |  |      |  |
| 42 | Stati Uniti (bandiera) | AP    | Walt Williams    |  |      |  |